# Kulturåret 1811

## Händelser
- 23 februari – Operan Cendrillon av Nicolas Isouard har premiär på Kungliga Teatern i Stockholm, med den unga Elise Frösslind som gör succé i huvudrollen.[1]

### Okänt datum
- Götiska förbundet instiftades i Stockholm.
- Svenska Akademiens stora pris: Esaias Tegnér (för dikten Svea).

## Nya verk
- Kärleksqväden av Lorenzo Hammarsköld
- Götiska förbundets tidskrift Iduna, en skrift för den nordiska fornålderns älskare börjar ges ut. I det första numret återfinns bland annat dikterna "Vikingen", "Odalbonden", "Den siste kämpen", och "Manhem" av Erik Gustaf Geijer, samt Esaias Tegnérs prisbelönta dikt nämnd ovan.

## Födda
- 17 januari – Niklas Robert Leffler (död 1853), svensk målare.
- 14 juni – Harriet Beecher Stowe (död 1896), amerikansk författare och slaverimotståndare.
- 18 juli – William Thackeray (död 1863), brittisk författare.
- 5 augusti – Ambroise Thomas (död 1896), fransk tonsättare.
- 31 augusti – Théophile Gautier (död 1872), fransk författare, kritiker och journalist.
- 31 augusti – Adolfina Fägerstedt (död 1902), svensk premiärdansös.
- 1 september – Richard Dybeck (död 1877), svensk fornforskare, folkminnesforskare och kompositör.
- 17 september – August Blanche (död 1868), svensk författare, journalist, politiker och publicist.
- 19 oktober – Gustaf Lorentz Sommelius (död 1848), svensk skald och löjtnant vid Älvsborgs regemente.
- 22 oktober – Franz Liszt (död 1886), ungersk tonsättare och pianist.
- 26 oktober – Lars Stenbäck (död 1870), finländsk skald, präst och professor i pedagogik.
- 7 november – Karel Jaromír Erben (död 1870), tjeckisk författare.
- 11 november – Auguste Ottin (död 1890), fransk skulptör.

## Avlidna
- 21 november – Heinrich von Kleist (född 1777), tysk poet, dramatiker, novellist och publicist.